# Jörn Beckmann
Jörn Karl Peter Beckmann, född 7 december 1934 i Tallinn, Estland, död 26 juni 2024 i Oscars distrikt i Stockholm, var en svensk militär.

## Biografi
Beckmann avlade studentexamen vid Västerås högre allmänna läroverk[källa behövs] 1953. Han avlade officersexamen vid Krigsskolan 1956 och utnämndes till fänrik vid Norrlands dragonregemente 1957 och löjtnant vid Livgardesskvadronen 1959. Han utbildade sig vid Arméns ridskola 1957–1958 och vid Infanteriets stridsskola 1960–1961. Åren 1962–1964 gick han Högre kursen på Stabslinjen vid Militärhögskolan och 1965 befordrades han till ryttmästare. Han var detaljchef vid Arméstaben 1966–1969 och studerade 1969 vid British Army Staff College. Åren 1969–1971 och 1972–1973 var han lärare vid Militärhögskolan. Han var skvadronchef vid Livregementets husarer 1971–1972, varefter han 1972 befordrades till major och samma år till överstelöjtnant. Åren 1973–1976 var han chef för Markoperativa avdelningen vid staben i Östra militärområdet och 1976–1979 bataljonschef vid Södermanlands regemente. Han gick Allmänna kursen vid Försvarshögskolan 1977. År 1979 befordrades han till överste och 1979–1981 var han ställföreträdande chef för Livregementets grenadjärer. År 1981 befordrades han till överste av första graden och 1981–1985 var han chef för Organisationssektionen vid Arméstaben. Han gick Chefskursen vid Försvarshögskolan 1982, befordrades 1985 till generalmajor och var 1985–1990 stabschef vid staben i Östra militärområdet. Åren 1990–1992 var han militär rådgivare åt Sveriges delegation vid de militära förhandlingarna i Wien (ESK-delegationen) och 1992–1996 militär rådgivare åt Utrikesdepartementet. Beckmann var hovstallmästare 1996–2003.
Jörn Beckmann invaldes som ledamot i Kungliga Krigsvetenskapsakademien 1984. Han var akademiens styresman 1999–2002 och utsågs 2002 till hedersledamot av akademien.
Jörn Beckmann var son till disponent Kurt Beckmann och translator Margarete Camesasca. Han gifte sig 1961 med grevinnan Caroline Wachtmeister af Johannishus (1939–2021), laboratorieassistent. De fick barnen Fredrik (född 1963), Charlotte (född 1964) och Christina (född 1968). Makarna Beckmann är gravsatta på Galärvarvskyrkogården i Stockholm.

### Utmärkelser
- Carl XVI Gustafs Jubileumsminnestecken II (CXVIG:sJmtII).[källa behövs]
- H M Konungens medalj i guld av 12:e storleken i Serafimerordens band (Kon:sGM12mserafb).[9]
- Riddare av Svärdsorden (RSO, 3 december 1974).[10]
- Storofficer av Italienska republikens förtjänstorden (StOffItRFO, 5 maj 1998).[11]